# Vividred Operation
《Vividred Operation》（日语：ビビッドレッド・オペレーション）是日本電視動畫作品。2013年1月起於日本MBS、TBS電視台播放。

## 概要
Aniplex、電擊G's magazine、A-1 Pictures共同的原創動畫企劃。故事舞台是以伊豆大島為原型，所創造出存在於本州海上的架空人工島。

## 劇情簡介
「友情是守護世界的關鍵」。
那是一個科學能夠解決所有的問題，夢幻般的世界。故事發生在一座大型島嶼上，天真爛漫的14歲少女―一色茜，與妹妹、祖父一起過著貧困但安穩的日子。
突然，危機襲向世界，以奪取示現引擎為目標的謎之敵人「Alone」出現了。在現有武器都沒辦法擊破Alone的狀況下，主角身穿強大的神秘武裝服，與同伴們一起作戰。她們的友情，正是拯救世界的唯一希望。

## 角色

### 主要人物
一色茜（聲：佐倉綾音）
本作的主角，14歳。在伊豆大島和祖父、妹妹三人一起生活，代替入院的母親負擔家計，個性活潑、正直，運動神經不錯，但害怕高的地方。喜歡吃美乃滋拌飯。
使用Vivid系統變身後，代表色為紅色，武器為迴旋鏢，作為團隊的中心，能和其他成員以[友情]的力量融合成不同戰士並使用各種必殺技。
二葉葵（聲：村川梨衣）
茜的青梅竹馬和同學，為了療養而搬到了島上來。家中富裕，有自己專用的管家。氣質出眾，不過身體卻不好，雙親因為工作的關係並沒有陪同前來。
使用Vivid系統變身後，代表色藍色，武器為重鎚，和茜融合後成為Vivid Blue，服裝為西洋重戰甲，此狀態下得以施展具備推進功能的「Vivid Impact－Final Operation」重鎚攻擊。
三枝若葉（聲：大坪由佳）
新大島學園女子劍道社的主將，茜所轉入班級的班長。有著不服輸的個性，最喜歡可愛的東西，非常害怕昆蟲，做事雖然認真，但又有點笨拙。
使用Vivid系統變身後，代表色綠色，武器為劍，和茜融合後成為Vivid Green，服裝為日式輕戰甲，此狀態下得以施展具類似拔刀術的「Vivid Blade－Final Operation」高速劍斬。
四宫向日葵（聲：内田彩）
茜所就讀學校的同學，平時待在家裡不來上學，裝扮時尚卻對人恐懼，巨乳型。特愛機械和電腦的超級駭客。
使用Vivid系統變身後，代表色黃色，武器為具備盾牌機能的懸浮砲，和茜融合後成為Vivid Yellow，服裝為哥德式洋裝，的狀態下得以施展「Vivid Collider－Final Operation」光束重砲。
黑騎零（聲：内田真禮）
茜的同學，除了上課之外不會和他人說話，平常總是一個人，喜歡動物。實質上為異世界人，是和Alone達成交換條件的協力者，由於零的世界因「示現引擎」能量暴走而毀滅，所以Alone便以將零的世界還原作為交換條件，要零去破壞茜的世界的示現引擎。
雖然未使用到Vivid系統，但是在最終與茜融合成為Vivid Red，「烏鴉」稱之為宇宙創世之光，以赤手空拳戰鬥，在此狀態下得以施展「Vivid Punch－Final Operation」拳擊。擊敗「烏鴉」後回去原來的世界，後來在結局中又再次回來。
設定上與主角群對立，因此故意把代表色放在姓而數字放在名(主角群代表色放在名而數字放在姓)。

### 次要角色
一色桃（聲：大龜明日香）
茜的妹妹。一手掌握家計的小學五年級生，擅長料理，總是順著姐姐的心意。
一色健次郎（聲：寺杣昌紀）
茜的祖父。示現引擎的開發者之一，但現在是居住在伊豆大島的沒落發明家，將生活費都用在研究上，是造成一色家生活貧困的主因。
獺君
桃送給健次郎的禮物布偶，由於Vivid系統完成時造成的爆炸，導致使健次郎的意識轉移到這個布偶上。其原來的身體維持生命的功能停止，而被放入冷凍庫中暫時保存。
一色真白（聲：中村櫻）
茜的母親，因七年前的事故入院。丈夫已過世。
天城水羽（聲：山崎遙）
隸屬於日本國防軍的F-35戰鬥機駕駛員，軍階中尉，負責迎擊未知敵人Alone，後成為茜的班主任。
紫條悠里（聲：土井美加）
健次郎的熟人，現為示現引擎管理局局長。似乎是與示現引擎有些因緣的人物。
烏鴉（聲：園崎未惠）
烏鴉形態的生命體，負責給零下指示破壞示現引擎。

## 用語
One子
由健次郎開發的空中自行車，是茜常用的交通工具。
藍島
位於相模灣，島上建有示現引擎裝置。
示現引擎
健次郎五年前開發，於藍之島建設的新能源裝置。並利用「Energy Rain 系統」將能源送至宇宙，再發送至世界各地。
Alone
突然出現的未知敵人，目標是奪取示現引擎。
调色板制服
由健次郎開發的戰鬥服，利用健次郎給予茜的鑰匙和Vivid系統變身而成，是目前唯一能與Alone對抗的有效方法。

## 工作人員
- 監督兼角色設計：高村和宏[5]
- 系列構成：吉野弘幸、高村和宏[5]
- 腳本：吉野弘幸、森田繁、岡村天齋[5]
- 助理監督：伊藤祐毅[5]
- 總作畫監督：田中裕介、佐野惠一[5]
- 概念設計：左、redjuice[5]
- 道具設計：道下康太[5]
- 機械設計：淺賀和行[5]
- Alone設計：林勇雄[5]
- 3D監督：小野龍太[5]
- 美術設定：鹽澤良憲[5]
- 美術監督：渡邊三千惠[5]
- 色彩設計：中島和子[5]
- 演出擔當：益山亮司
- 設定制作：永井千晶
- 攝影監督：加藤伸也[5]
- 編輯：三嶋章紀[5]
- 音響監督：吉田知弘[5]
- 音樂：深澤秀行[5]
- 製作人：鳥羽洋典、福島祐一
- 動畫制作：A-1 Pictures
- 製作：vividred project、每日放送

## 主題曲
- 片頭曲

《ENERGY》
作詞：Rico，作曲、編曲：齊藤真也，歌唱：earthmind
第1、12話作為片尾曲使用。
- 片尾曲

《WE ARE ONE！》（第2話）
作詞、作曲：佐伯youthK，編曲：宮崎誠，歌唱：一色茜（佐倉綾音）、二葉葵（村川梨衣）
《STEREO COLORS》（第3話）
作詞、作曲、編曲：DECO*27，歌唱：一色茜（佐倉綾音）、三枝若葉（大坪由佳）
《Stray Sheep Story》（第4話）
作詞、作曲、編曲：橋本由香利，歌唱：一色茜（佐倉綾音）、四宮向日葵（內田彩）
（第5話）
作詞：，作曲、編曲：田中秀和，歌唱：黑騎零（內田真禮）
《Vivid Shining Sky》（第6－11話）
作詞：，作曲、編曲：神前曉
歌唱：一色茜（佐倉綾音）、二葉葵（村川梨衣）、三枝若葉（大坪由佳）、四宮向日葵（內田彩）、黑騎零（內田真禮）

## 各話標題
| 話數     | 日文標題 | 中文標題                                  | 腳本     | 分鏡            | 演出              | 作畫監督                                       |
| -------- | -------- | ----------------------------------------- | -------- | --------------- | ----------------- | ---------------------------------------------- |
| 第一話   | [ 8 ]    | 最初的作战                                | 吉野弘幸 | 伊藤祐毅        | 伊藤祐毅          | 田中裕介                                       |
| 第二話   | [ 9 ]    | 重合的瞬间                                | 吉野弘幸 | 益山亮司        | 益山亮司          | 佐野惠一                                       |
| 第三話   | [ 10 ]   | 真正的強大                                | 岡村天齋 | 松林唯人        | 松林唯人          | 佐佐木政勝 淺賀和行                            |
| 第四話   | [ 11 ]   | 約定                                      | 森田繁   | 小林寬          | 小林寬            | 岩崎將大                                       |
| 第五話   | [ 12 ]   | 另一把鑰匙                                | 吉野弘幸 | 高橋正典        | 高橋正典          | 山口智                                         |
| 第六話   | [ 13 ]   | 健次郎想要強化小茜們的友情力量 但做過頭了 | 森田繁   | Royden B        | 筑紫大介          | 戶谷賢都、鈴木大 有澤寬（機械）                |
| 第七話   | [ 14 ]   | 無法動搖的願望                            | 吉野弘幸 | 名取孝浩        | 吉澤俊一          | 道下康太、池田佳代                             |
| 第八話   | [ 15 ]   | 比今天更鮮明                              | 吉野弘幸 | 林勇雄 伊藤祐毅 | 林勇雄            | 高瀨智章                                       |
| 第九話   | [ 16 ]   | 晴天一時輕飄飄                            | 森田繁   | 益山亮司        | 益山亮司          | 山本周平                                       |
| 第十話   | [ 17 ]   | 光與影                                    | 吉野弘幸 | 今泉賢一        | 間島崇寬          | 山口智                                         |
| 第十一話 | [ 18 ]   | 將想法傳達出去                            | 森田繁   | Royden B        | 高橋正典 松林唯人 | 戶谷賢都                                       |
| 最終話   | [ 19 ]   | Vividred Operation                        | 吉野弘幸 | 伊藤祐毅        | 伊藤祐毅 益山亮司 | 佐野惠一、田中裕介 戶谷賢都、道下孝太 高村和宏 |

## 播放電視台
本作屬於每日放送TBS電視台Animeism的第一部分。正式開播前有先行放送的特別節目。
 日本深夜動畫：下文記載的日本国内播放時間使用日本標準時間（UTC+9）表示。因為部分時間标识會採用30小时制，因此請留意这类超过24:00的时间，其實際播放時間為翌日清晨。
| 播放地區                            | 播放電視台                          | 播放日期                            | 播放時間（UTC+9）                                     | 所屬聯播網                          | 備註                                |
| 正式播放前特別節目《ビビッド!ナビ》 | 正式播放前特別節目《ビビッド!ナビ》 | 正式播放前特別節目《ビビッド!ナビ》 | 正式播放前特別節目《ビビッド!ナビ》                   | 正式播放前特別節目《ビビッド!ナビ》 | 正式播放前特別節目《ビビッド!ナビ》 |
| ----------------------------------- | ----------------------------------- | ----------------------------------- | ----------------------------------------------------- | ----------------------------------- | ----------------------------------- |
| 近畿廣域圏                          | 每日放送                            | 2012年12月27日                      | 星期四 27時30分 - 28時00分                            | 日本新聞網                          | 製作局                              |
| 關東廣域圏                          | TBS電視台                           | 2013年1月4日                        | 星期五 26時15分 - 26時45分                            | 日本新聞網                          |                                     |
| 中京廣域圏                          | 中部日本放送                        | 2013年1月4日                        | 星期五 27時40分 - 28時10分                            | 日本新聞網                          |                                     |
| 日本全國                            | NICONICO直播                        | 2013年1月5日                        | 星期五 20時30分 - 20時58分                            | 網路電視                            |                                     |
| 日本全國                            | BS-TBS                              | 2013年1月12日                       | 星期六 24時00分 - 24時30分                            | 日本新聞網 衛星電視                 |                                     |
| 正式節目                            |                                     |                                     |                                                       |                                     |                                     |
| 近畿廣域圏                          | 每日放送                            | 2013年1月10日 - 3月28日             | 星期四 25時30分 - 26時00分                            | 日本新聞網                          | 製作局 Animeism第1部                |
| 關東廣域圏                          | TBS電視台                           | 2013年1月11日 - 3月29日             | 星期五 25時55分 - 26時25分                            | 日本新聞網                          |                                     |
| 中京廣域圏                          | 中部日本放送                        | 2013年1月11日 - 3月29日             | 星期五 27時05分 - 27時35分                            | 日本新聞網                          | CBC深夜動畫                         |
| 日本全國                            | BS-TBS                              | 2013年1月12日 - 3月30日             | 星期六 24時00分 - 24時30分                            | 日本新聞網 衛星電視                 |                                     |
| 日本全國                            | NICONICO直播                        | 2013年1月13日 - 3月31日             | 星期日 22時00分 - 22時30分                            | 網路電視                            |                                     |
| 日本全國                            | NICONICO頻道                        | 2013年1月13日 - 3月31日             | 星期日 22時30分 更新                                  | 網路電視                            |                                     |
| 鹿兒島縣                            | 南日本放送                          | 2013年3月12日 - 4月19日             | 星期二 26時00分 - 26時30分 星期五 25時45分 - 26時15分 | 日本新聞網                          | 一週播放2話                         |
| 日本全國                            | AT-X                                | 2013年4月3日 - 6月19日              | 星期三 22時00分 - 22時30分                            | 衛星電視                            | 有重播                              |
| 東京都                              | TOKYO MX                            | 2013年7月7日 -                      | 星期日 23時00分 - 23時30分                            | 獨立UHF局                           |                                     |

| 日本 每日放送 Animeism第1部 星期四 25時30分－26時00分 | 日本 每日放送 Animeism第1部 星期四 25時30分－26時00分                    | 日本 每日放送 Animeism第1部 星期四 25時30分－26時00分 |
| ----------------------------------------------------- | ------------------------------------------------------------------------ | ----------------------------------------------------- |
|                                                       | Vividred Operation                                                       |                                                       |
| K                                                     | 妖狐×僕SS 特別篇 （4月4日：25:35－26:05）革命機Valvrave （25:35－26:05） |                                                       |

## 外部連結
- 《Vividred Operation》動畫官網（页面存档备份，存于）（日語）
- 《Vividred Operation》MBS電視節目官網 （页面存档备份，存于）（日語）
- 《Vividred Operation》官方Twitter的X（前Twitter）（日語）
- 乐视网同步放送专区（简体中文）